# Lijst van voetbalinterlands Congo-Brazzaville - Soedan
Deze lijst van voetbalinterlands is een overzicht van alle officiële voetbalwedstrijden tussen de nationale teams van Congo-Brazzaville en Soedan. De Afrikaanse landen hebben tot op heden acht keer tegen elkaar gespeeld. De eerste wedstrijd, een groepswedstrijd tijdens de Afrika Cup 1972, vond plaats op 29 februari 1972 in Douala (Kameroen). Het laatste duel, een groepswedstrijd tijdens het African Championship of Nations 2024, werd gespeeld in Zanzibar (Tanzania) op 5 augustus 2025.

## Wedstrijden
| № | Plaats       | Datum             | Competitie                           | Wedstrijd                  | Uitslag |
| - | ------------ | ----------------- | ------------------------------------ | -------------------------- | ------- |
| 1 | Douala       | 29 februari 1972  | Afrika Cup 1972                      | Congo-Brazzaville − Soedan | 4 − 2   |
| 2 | Brazzaville  | 8 juni 2008       | WK 2010 kwalificatie                 | Congo-Brazzaville − Soedan | 1 − 0   |
| 3 | Omdurman     | 11 oktober 2008   | WK 2010 kwalificatie                 | Soedan − Congo-Brazzaville | 2 − 0   |
| 4 | Khartoem     | 4 september 2010  | Afrika Cup 2012 kwalificatie         | Soedan − Congo-Brazzaville | 2 − 0   |
| 5 | Brazzaville  | 4 september 2011  | Afrika Cup 2012 kwalificatie         | Congo-Brazzaville − Soedan | 0 − 1   |
| 6 | Pointe-Noire | 10 september 2014 | Afrika Cup 2015 kwalificatie         | Congo-Brazzaville − Soedan | 2 − 0   |
| 7 | Khartoem     | 19 november 2014  | Afrika Cup 2015 kwalificatie         | Soedan − Congo-Brazzaville | 0 − 1   |
| 8 | Zanzibar     | 5 augustus 2025   | African Championship of Nations 2024 | Congo-Brazzaville − Soedan | 1 − 1   |

## Samenvatting
| Competitie                      | Totaal gespeeld | Winst Congo-Brazzaville | Gelijk | Winst Soedan | Doelsaldo Congo-Brazzaville – Soedan |
| ------------------------------- | --------------- | ----------------------- | ------ | ------------ | ------------------------------------ |
| WK-kwalificatie                 | 2               | 1                       | 0      | 1            | 1 − 2                                |
| Afrika Cup                      | 1               | 1                       | 0      | 0            | 4 − 2                                |
| Afrika Cup-kwalificatie         | 4               | 2                       | 0      | 2            | 3 − 3                                |
| African Championship of Nations | 1               | 0                       | 1      | 0            | 1 − 1                                |
| Totaal                          | 8               | 4                       | 1      | 3            | 9 − 8                                |

Wedstrijden bepaald door strafschoppen worden, in lijn met de FIFA, als een gelijkspel gerekend.
FCF · 
Vrouwenelftal van Congo-Brazzaville
1960–1969 ·
1970–1979 ·
1980–1989 ·
1990–1999 ·
2000–2009 ·
2010–2019 ·
2020−2029
1960 ·
1961 ·
1962 ·
1963 ·
1964 · 
1965 ·
1966 · 
1967 ·
1968 · 
1969 ·
1970 · 
1971 ·
1972 · 
1973 ·
1974 · 
1975 · 
1976 ·
1977 · 
1978 ·
1979 ·
1979 · 
1980 ·
1980 · 
1981 ·
1982 ·
1983 ·
1984 · 
1985 ·
1986 · 
1987 ·
1988 · 
1989 ·
1990 · 
1991 ·
1992 · 
1993 ·
1994 · 
1995 ·
1996 · 
1997 ·
1998 · 
1999 ·
2000 · 
2001 ·
2002 · 
2003 ·
2004 · 
2005 · 
2006 ·
2007 · 
2008 ·
2009 · 
2010 · 
2011 ·
2012 · 
2013 · 
2014 ·
2015 ·
2016 ·
2017 ·
2018 ·
2019 ·
2020 ·
2021 ·
2022 ·
2023
Algerije ·
Angola ·
Benin ·
Burkina Faso ·
Burundi ·
Canada ·
Centraal-Afrikaanse Republiek ·
Congo-Kinshasa ·
Egypte ·
Equatoriaal-Guinea ·
Ethiopië ·
Gabon ·
Gambia ·
Ghana ·
Guinee ·
Guinee-Bissau ·
Ivoorkust ·
Kaapverdië ·
Kameroen ·
Kenia ·
Liberia ·
Libië ·
Madagaskar ·
Malawi ·
Mali ·
Marokko ·
Mauritanië ·
Mauritius ·
Mozambique ·
Namibië ·
Niger ·
Nigeria ·
Noord-Korea ·
Oeganda ·
Rwanda ·
Sao Tomé en Principe ·
Saoedi-Arabië ·
Senegal ·
Sierra Leone ·
Soedan ·
Swaziland ·
Tanzania ·
Thailand ·
Togo ·
Tsjaad ·
Tunesië ·
Zambia ·
Zimbabwe ·
Zuid-Afrika ·
Zuid-Soedan
SFA ·
Bondscoaches ·
Topscorers ·
Soedanees vrouwenelftal
1956 · 
1957 · 
1958 · 
1959 · 
1960 · 
1961 · 
1962 · 
1963 · 
1964 · 
1965 · 
1966 · 
1967 · 
1968 · 
1969 · 
1970 · 
1971 · 
1972 · 
1973 · 
1974 · 
1975 · 
1976 · 
1977 · 
1978 · 
1979 · 
1980 · 
1981 · 
1982 · 
1983 · 
1984 · 
1985 · 
1986 · 
1987 · 
1988 · 
1989 · 
1990 · 
1991 · 
1992 · 
1993 · 
1994 · 
1995 · 
1996 · 
1997 · 
1998 · 
1999 · 
2000 · 
2001 · 
2002 · 
2003 · 
2004 · 
2005 · 
2006 · 
2007 · 
2008 · 
2009 · 
2010 · 
2011 · 
2012 · 
2013 · 
2014 ·
2015 ·
2016 ·
2017 ·
2018 ·
2019 ·
2020 ·
2021
Algerije ·
Angola ·
Bahrein ·
Bangladesh ·
Benin ·
Burkina Faso ·
Burundi ·
Centraal-Afrikaanse Republiek ·
China ·
Congo-Brazzaville ·
Congo-Kinshasa ·
Djibouti ·
Egypte ·
Equatoriaal-Guinea ·
Eritrea ·
Ethiopië ·
Gabon ·
Ghana ·
Guinee ·
Guinee-Bissau ·
Irak ·
Ivoorkust ·
Jemen ·
Jordanië ·
Kameroen ·
Kenia ·
Koeweit ·
Lesotho ·
Libanon ·
Liberia ·
Libië ·
Madagaskar ·
Malawi ·
Mali ·
Marokko ·
Mauritanië ·
Mauritius ·
Mozambique ·
Nieuw-Zeeland ·
Niger ·
Nigeria ·
Oeganda ·
Oman ·
Palestina ·
Qatar ·
Rwanda ·
Saoedi-Arabië ·
Sao Tomé en Principe ·
Senegal ·
Seychellen ·
Sierra Leone ·
Somalië ·
Sri Lanka ·
Swaziland ·
Syrië ·
Tanzania ·
Togo ·
Tsjaad ·
Tunesië ·
Verenigde Arabische Emiraten ·
Zambia ·
Zimbabwe ·
Zuid-Afrika ·
Zuid-Korea ·
Zuid-Soedan